# Falknowo Małe
Falknowo Małe – osada w Polsce położona w województwie warmińsko-mazurskim, w powiecie iławskim, w gminie Susz przy trasie linii kolejowej Malbork-Iława.
W latach 1975–1998 miejscowość należała administracyjnie do województwa elbląskiego.
Zobacz też: Falknowo